# Лесное (Бурлинский район)
Лесное — село в Бурлинском районе Алтайского края России. Административный центр Рожковского сельсовета.

## История
Основано в 1939 году как центральная усадьба Новоалексеевского овцесовхоза № 2. С 1960 г. являлось отделением совхоза «Устьянский». С 1985 г. в составе Рожковского сельсовета. С того же года стало центральной усадьбой совхоза «Рожковский».

## Население
| 1997 | 1998 | 1999 | 2000 | 2001 | 2002 | 2003 |
| ---- | ---- | ---- | ---- | ---- | ---- | ---- |
| 730  | ↘716 | ↗766 | ↗802 | ↘786 | ↘742 | ↗764 |
| 2004 | 2005 | 2006 | 2007 | 2008 | 2009 | 2010 |
| ↘752 | ↘719 | ↗733 | ↘694 | ↘650 | ↘617 | ↘605 |
| 2011 | 2012 | 2013 |      |      |      |      |
| ↘604 | ↘603 | ↘594 |      |      |      |      |